# Graciela Lacoste
Graciela Lacoste Navarro (Santiago, 27 de octubre de 1902 - Viña del Mar, 4 de marzo de 1971) fue una química farmacéutica y  política chilena, miembro del Partido Demócrata Cristiano (PDC). Sirvió como diputada de la República por varios periodos entre 1961 y 1971. Fue además, una de las fundadoras del Partido Cívico Femenino (PCF) y de la Unión Femenina de Chile, ambas instituciones dedicadas a la emancipación política de las mujeres en Chile.

## Biografía
Fue hija de Carlos Lacoste y de Elisa Navarro.
Sus estudios los realizó en el Liceo Nº 4 de Niñas de Santiago y en el colegio Santa Teresa de Santiago. Ingresó a la Universidad de Chile donde obtuvo el título de Químico Farmacéutico en 1927, presentando su tesis: Preparación de Adrenalina.
Se inició en el ámbito laboral como ayudante de Bramatología en la Escuela de farmacia de la misma universidad. Luego fue jefa del departamento de Bramatología en la Municipalidad de Viña del Mar. También trabajó en la empresa estatal Ferrocarriles del Estado y en la Farmacéutica de Zona de Valparaíso, entre 1939 y 1961. 
Fue funcionaria del Servicio Nacional de Salud, y farmacéutica regente del centro materno infantil N.°1 Unión femenina. También fue directora de los cursos de temporada de la Universidad de Chile de Valparaíso entre 1948 y 1950. Fue creadora de las escuelas de Servicios Social en 1945, y de Obstetricia en 1955, de Valparaíso.
Jubiló en 1959.

## Trayectoria pública y política
Fue regidora de Viña del Mar. 
En 1919 fue una de las fundadoras del Partido Cívico Femenino, cuyo objetivo era trabajar por los derechos femeninos en el año. 
Fue directora y socia fundadora de la Unión Femenina de Chile en 1927, de la cual fue su vicepresidenta.  
Luego, en los años 1930, organizó y dirigió la campaña que en 1934 dio a la mujer el derecho a sufragio municipal; Presidenta del Congreso Nacional de Organizaciones Femeninas en Valparaíso, dirigente y vicepresidenta de la Unión Femenina de Chile. Delegada de Chile a la 7ª Asamblea de la Comisión Interamericana de mujeres en 1951. Secretaria de la Federación de Farmacéuticos Funcionarios.
En 1959 pasó a integrar las filas del Partido Demócrata Cristiano (PDC).
Fue elegida diputada por los períodos 1961-1965; 1965-1969; 1969-1971 en representación de la 6ª agrupación departamental Valparaíso, Quillota e Isla de Pascua. Integró las Comisiones de Asistencia Médico- Social e Higiene 1961-1966, especial de Vivienda 1962-1969, especial investigadora sismo 1965, especial interparlamentaria 1965, especial antialcoholismo 1967, de Constitución, Legislación y Justicia 1967-1969, de Hacienda 1967-1968, Especial investigadora de las industrias El Melón S. A. 1967-1968, especial de acusación en contra del ministro del Interior Edmundo Pérez Zujovic (1968), Solicitudes particulares 1968-1969, de Economía 1968-1969, de Régimen Interior, Administración y Reglamento 1969, de Salud Pública 1969. 
Fue miembro suuplente del Comité parlamentario Demócrata Cristiano, miembro propietario del Comité parlamentario DC en 1965 y miembro grupo interparlamentario chileno 1965-1966.
Entre las mociones presentadas durante su periodo parlamentario, que llegaron a ser ley de la República, figura: ley N.°16.344 del 16 de octubre de 1965 Sábado Inlés inclusión de farmacias.
Posteriormente fue directora honoraria de la ex Asociación de visitadoras sociales. Directora honoraria de Instituciones mutualistas. Miembro ad honorem de la Sociedad Cunas del Hospital de Viña del Mar 1927-1939; Sociedad de Leche de Miramar 1928-1938; Sociedad Dolores de Viña del Mar 1928-1931 y 1936 Sociedad Gota de Leche de Recreo 1930-1938; Sociedad Ajuar Infantil de Valparaíso.
Falleció en Viña del Mar el 4 de marzo de 1971. Se realizó una elección complementaria en julio de 1971 para determinar a su reemplazante en la Cámara de Diputados, ocasión en la que triunfó Óscar Marín Socías.